# Giovanni Bellini

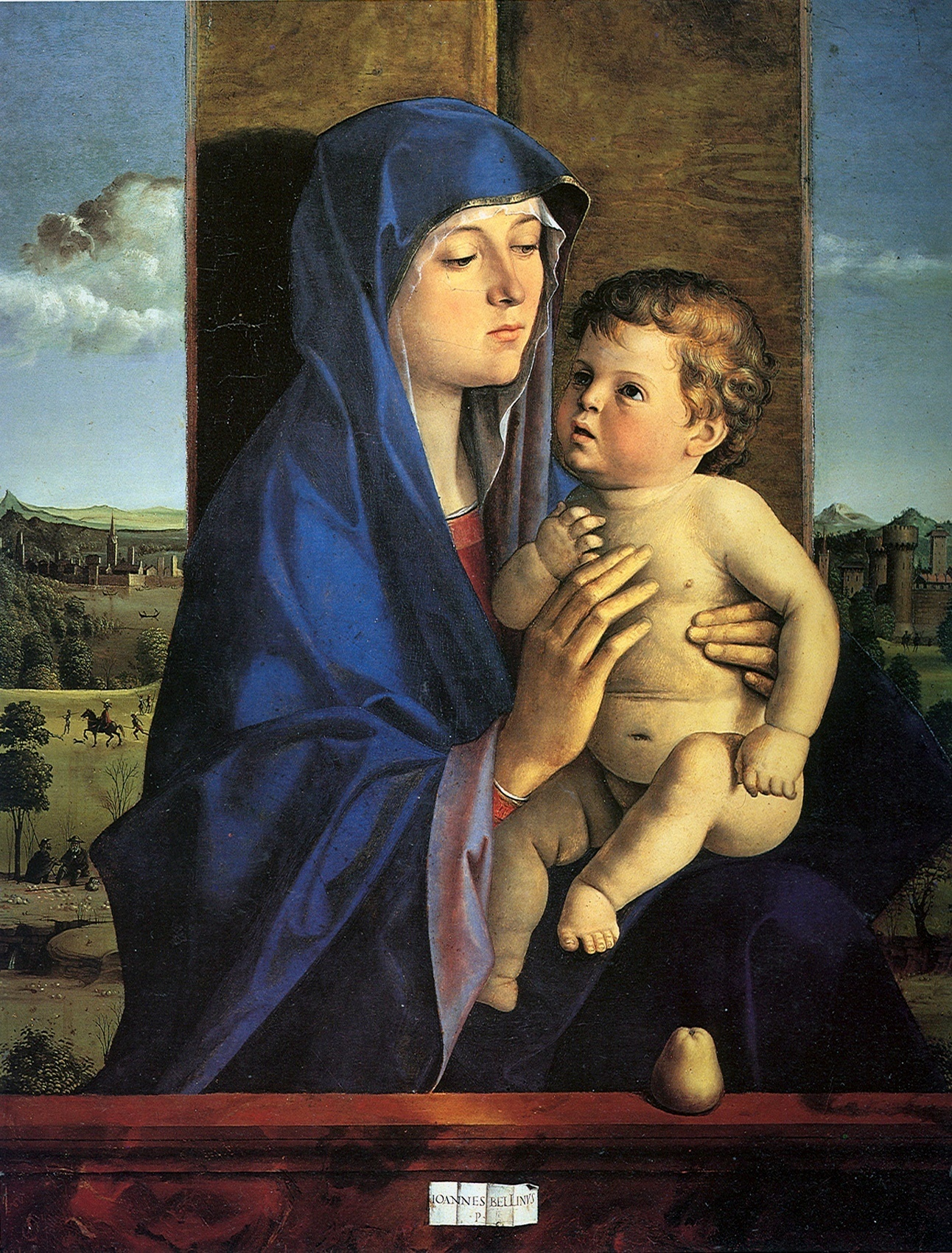
Madonnan och barnet, omkring 1488, Accademia Carrara, Bergamo.

Giovanni Bellini, född cirka 1430 i Venedig, Italien, död 1516 i Venedig, var en italiensk målare.
Giovanni Bellini var son till konstnären Jacopo Bellini och redan i tonåren fick han och hans bror Gentile börja arbeta som faderns medhjälpare. Bellini hade även en syster som gifte sig med konstnären Andrea Mantegna år 1453. Mantegna blev en stor inspiration i båda brödernas liv. Bellini började till exempel att måla landskapsbakgrunder i sina porträtt för att ge en speciell stämning i bilden.
Det var under den här tiden var det vanligt för de italienska konstnärerna att måla på antingen träpannåer eller putsade väggar med vattenbaserade temperafärger, vilket även Bellini gjorde. Men när han började intressera sig för Rogier van der Weyden ville han prova att måla med den nya flamländska oljemålningstekniken som blev introducerad av Antonello da Messina i Venedig 1475.
Bellini var en experimentell konstnär som hela tiden utmanade sig själv och ville upptäcka nya tekniker. När han nu hade tillgång till de nästan genomskinliga oljefärgerna i varma toner kunde han skapa det ljusspelet mellan himmel och vatten som är typiskt för den venetianska skolan och skulle komma att prägla de två efterkommande seklernas konstuttryck. Bellini är av många ansedd som den som höjde standarden i den venetianska skolans tills staden kunde konkurrera med renässanskonstens centrum; nämligen Florens.
Bellini ägnade sig under en tid i slutet av 1400-talet åt att måla porträtt, allegorier och religiösa motiv. Speciellt hans madonnabilder är mycket karaktäristiska för hans konstnärskap. År 1505 besöktes Bellini av den tyska målaren Albrecht Dürer i Venedig och denne ska då ha rapporterat att "han är mycket gammal men ännu den bäste målaren av dem alla".
Bellini hade även flera lärlingar som gick hos honom. Två av de mest framstående var Giorgione och Tizian. Den senare skulle komma att bli en av hans främsta konkurrenter, men det var ändå genom dessa två lärlingar som han lyckades sätta sin personliga prägel på den europeiska målarkonstens utveckling. Till hans elever hörde även Niccolo Rondinelli, som själv blev lärare till bland andra bröderna Bernhardino Zaganelli och Francesco Zaganelli.